# Darius Jones
Darius Jones (Virginia, 1979) is een Amerikaanse jazzsaxofonist en muziekproducent.

## Biografie
Jones woonde eerst in Richmond, waar hij midden jaren 1920 speelde met de live-elektronicus Mart McCavitt in het duo Birds in the Meadow. Na zijn verhuizing naar New York werkte hij in verschillende muzikale genres, zoals de elektro-akoestische muziek, kamermuziek, jazz, met dansensembles in multimediaprojecten. Jones speelde o.a. in het Cooper-Moore Trio en in bandprojecten van Mike Pride, Nioka Workman, William Hooker, Trevor Dunn en Lewis Barnes. Bovendien werkte hij o.a. met Andrew D'Angelo, Oliver Lake, William Parker, Jim Black, Nate Wooley, Lisle Ellis, Rob Brown, Matthew Shipp en Warren Smith. Als producent werkte hij voor de Koreaanse jazzzangeres Sunny Kim en voor de countryfolk-zangeres Mary Bragg.

## Onderscheiding
- Van Lier Fellowship

## Discografie
- 2006: TheKillMeTrio (Empty Room) met Shayna Dulberger, Jason Nazary
- 2009: Man'ish Boy (A Raw & Beautiful Thing) (AUM Fidelity) met Bob Moses, Cooper-Moore
- 2011: Big Gurl (Smell My Dream) (AUM Fidelity) met  Adam Lane, Jason Nazary
- 2011: Darius Jones / Matthew Shipp: Cosmic Lieder (AUM Fidelity)
- 2012: Darius Jones, Alex Harding, Sean Conly, Chad Taylor: Grass Roots (AUM Fidelity)
- 2012: Book Of Mae'bul (Another Kind of Sunrise) (AUM Fidelity) met Matt Mitchell, Trevor Dunn, Ches Smith
- 2016: Darius Jones Quartet Featuring Emilie Lesbros: Le Bebe de Brigitte met Matt Mitchell, Sean Conly, Ches Smith, Emilie Lesbros, Pascal Niggenkemper
- 2021: Raw Demoon Alchemy (A Lone Operation) (Northern Spy)
- 2023: fLuXkit Vancouver (i-t-s suite but sacred) (Saltern/Universal)
- 2024: Legend of E'boi (The Hypervigilant Eye) (AUM Fidelity)

- Bibsys: 12074752
- Gemeinsame Normdatei: 1037890086
- International Standard Name Identifier: 0000 0003 8488 4490
- Library of Congress Control Number: no2012136133
- MusicBrainz: b1ca9d32-5750-43e5-8d7e-7e477734969a
- Virtual International Authority File: 40149106264868492256